# Clyster retusus
Clyster retusus är en skalbaggsart som beskrevs av Gilbert John Arrow 1908. Clyster retusus ingår i släktet Clyster och familjen Dynastidae. Utöver nominatformen finns också underarten C. r. nakanei.